# 广平公主 (隋朝)
广平公主（?—?），隋朝公主，隋朝开国皇帝隋文帝的女儿。广平公主嫁给了上柱国宇文庆的儿子安德县公、熊州刺史宇文静礼。其子宇文协、宇文皛，都在宇文化及之乱的时候被杀。